# Ahsu
Ahsu (azerski: Ağsu) je naseljeno mjesto u Azerbajdžanu. Ahsu je središte Ahsujskoga rajona. Prema popisu stanovništva iz 2011. godine Ahsu je imao 20,100 stanovnika.

## Šport
Grad predstavlja nogometni klub Ağsu FK, koji se trenutačno natječe u Azerbajdžanskoj prvoj ligi. Ağsu FK igra svoje utakmice na Gradskom stadionu Ahsu.

## Vanjske poveznice
- Službena web stranica Ahsua